# Racemobambos setifera
Racemobambos setifera är en gräsart som beskrevs av Richard Eric Holttum. Racemobambos setifera ingår i släktet Racemobambos och familjen gräs. Inga underarter finns listade i Catalogue of Life.